# نادي ساندهاوزن
نادي ساندهاوزن أو زَنْدهَوزِن الرياضي (بالألمانية: Sportverein Sandhausen 1916 e.V.) نادي كرة قدم ألماني من مدينة زندهوزن يلعب في دوري الدرجة الثانية الألماني. أُسِّسَ النادي في عام 1916.

## روابط خارجية
- SV Sandhausen